# Мысин, Максим Александрович
Максим Александрович Мысин (12 декабря 1979, Тамбов) — российский футболист, защитник.

## Биография
Бо́льшую часть карьеры провёл в клубах второго российского дивизиона «Строитель» Моршанск (1998), «Спартак» Тамбов (1999—2000, 2004, 2006—2007), «Носта» Новотроицк (2004), «Псков-747» (2005), «Лобня-Алла» (2005) — 128 игр, три гола. В 2003 году сыграл шесть игр за клуб первого дивизиона «Лада» Тольятти. В первой половине сезона-2006 в составе клуба чемпионата Казахстана «Окжетпес» Кокчетав провёл один матч в первенстве и три — в Кубке Казахстана. Также выступал за любительские клубы «Технохим» Тамбов (2002), «Ратмир» Тверь (2002), «Авангард» Подольск (2008), «Академия футбола Тамбовской области» (2012/13), «Притамбовье» Тамбов (2013—2014).